# Joseph Bazalgette
Joseph William Bazalgette (28 de marzo de 1819 - 15 de marzo de 1891) fue un ingeniero inglés, considerado uno de los más innovadores de la época victoriana. Como ingeniero en jefe de la Junta Metropolitana de Obras Públicas de Londres, su principal logro fue la creación de una red de saneamiento para el centro de la ciudad, que dio comienzo a la limpieza del río Támesis y fue fundamental para poner fin a las continuas epidemias de cólera que asolaban a los barrios de la capital inglesa.

## Comienzos
Bazalgette nació en Hill Stable, Clay Hill, Enfield, Londres,  Inglaterra, hijo de Joseph William Bazalgette (1783-1849), un capitán de la Marina Real británica, y de Theresa Philo (1796-1850), y era nieto de un inmigrante hugonote francés. Comenzó su carrera trabajando en proyectos de ferrocarriles donde adquirió experiencia (alguna en Irlanda) en drenaje de la tierra. Al tiempo de contraer matrimonio, en 1845, Bazalgette se involucró en la expansión de la red del ferrocarril, trabajando tan duro que sufrió un shock nervioso dos años después.
Mientras se recobraba, la Comisión Metropolitana de Saneamiento ordenó que todos los pozos ciegos fueran cerrados y los desagües conectados a la red de saneamiento, para arrojar así las aguas negras al río Támesis. Como resultado, una epidemia de cólera (1848-49) mató a 14.137 londinenses.
Bazalgette fue designado ayudante del topógrafo de la Comisión en 1849, asumiendo como ingeniero en 1852, después de la muerte de su predecesor. Poco después, otra epidemia de cólera golpeó en 1853, matando 10.738 personas. La opinión médica en aquel tiempo sostenía que el cólera era causado por el aire fétido: el supuesto miasma. Unos años antes John Snow, considerado como uno de los padres de la epidemiología, había formulado una explicación diferente, que es la que hoy en día se considera correcta: el cólera se originaba en el agua contaminada; pero su opinión no fue tomada en cuenta.
Apoyado por su colega Isambard Kingdom Brunel, uno de los ingenieros más influyentes del siglo XIX, Bazalgette fue designado como ingeniero principal de la Junta Metropolitana de Obras Públicas de Londres en 1856. En 1858, el año del Great Stink (El gran hedor, nombre que hace referencia al alto grado de pestilencia que alcanzaron las aguas residuales en el centro de Londres en verano de ese año), el Parlamento británico dio su permiso, a pesar del costo colosal del proyecto, para que la idea de Bazalgette de revolucionar la red de saneamiento de Londres se pusiera en marcha. La expectativa era que los colectores cerrados eliminarían el hedor ('el miasma'), reduciendo así la incidencia del cólera.

## Red de saneamiento

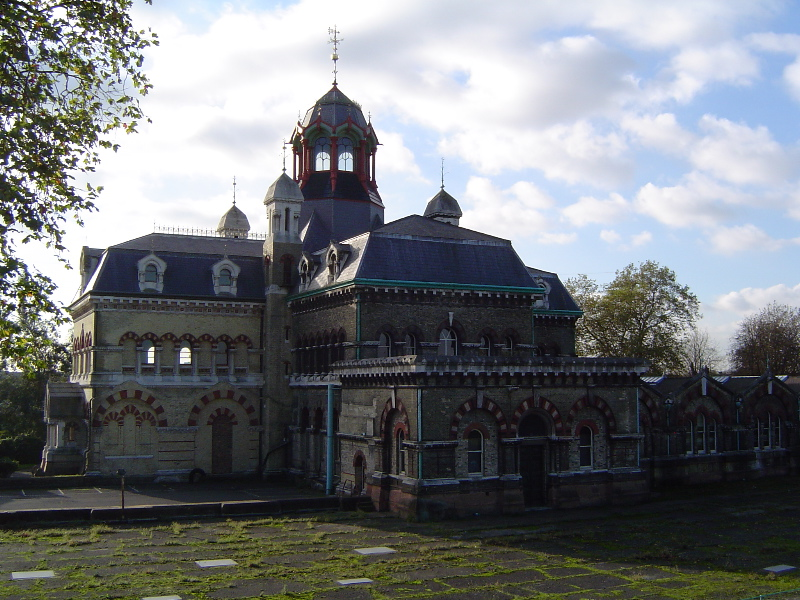
La antigua estación de bombeo de Abbey Mills.

En esos días, el Támesis era poco más que una cloaca abierta, un peligro para la salud. La solución de Bazalgette (similar a una oferta hecha por el pintor John Martin 25 años antes) era de construir 83 millas (134 kilómetros) de colectores principales subterráneos de ladrillo para interceptar salidas de aguas residuales, y 1100 millas (1800 kilómetros) de colectores de la calle para interceptar las aguas residuales crudas que hasta entonces fluían libremente por las calles y las carreteras de Londres. Las salidas fueron desviadas río abajo donde estas fueron vertidas, sin tratar, en el Támesis. Instalaciones de tratamiento de aguas residuales extensas fueron construidas sólo décadas más tarde.
El esquema abarcaba estaciones de bombeo en Deptford (1864) y en Crossness (1865) sobre los pantanos Erith, ambos sobre el lado sur del Támesis, como en Abbey Mills (en el valle del río Lea, 1868) y sobre el Terraplén Chelsea (cerca de Puente de Grosvenor, 1875), al norte del río.
El sistema fue inaugurado por el príncipe de Gales en 1865, aunque el proyecto entero en realidad no fuera completado durante otros diez años.

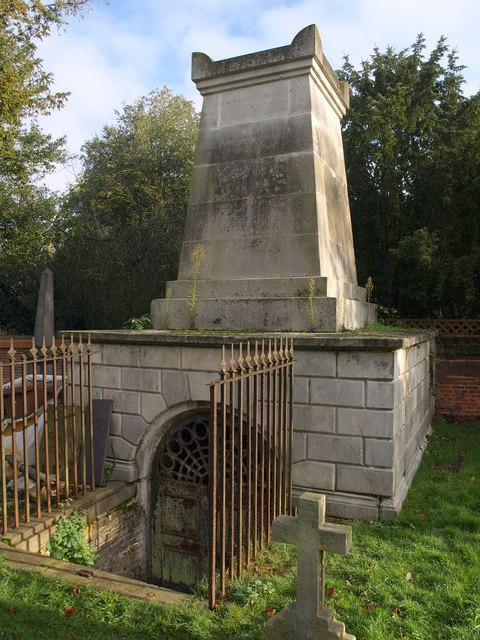
El mausoleo de Bazalgette, a la iglesia parroquial de Wimbledon, Londres

La consecuencia no planeada del nuevo sistema de saneamiento fue eliminar el cólera no sólo en los sitios que más apestaba, sino en cualquier parte donde las provisiones de agua estuviesen contaminadas por aguas residuales. La premisa básica de este proyecto era errónea, como tan a menudo pasa, pero el resultado final era mucho mejor que el esperado, lo que es un acontecimiento raro.

## Vida privada
Bazalgette vivió en St. John Woods, en el norte de Londres, durante algunos años, y más tarde se mudó a Morden. En 1873, se trasladó con su esposa María (de apellido de soltera Kough; 1819-1902), con quien tuvo seis hijos y cuatro hijas, a Arthur Road, Wimbledon, donde murió en 1891, a los 71 años. Fue enterrado en el camposanto cercano de la iglesia de Santa María, en un gran mausoleo.

## Premios y monumentos
Bazalgette fue nombrado sir en 1875, y presidente elegido de la Institución de Ingenieros civiles en 1883.
Hay una placa azul en su honor donde él vivió en el número 17 de Hamilton Terrace, en St. John Woods, y un monumento formal sobre la orilla del Terraplén Victoria en el centro de Londres que conmemora al genio de Bazalgette.

## Otros trabajos
- Albert Embankment (1869)

- Victoria Embankment (1870)

- Chelsea Embankment (1874)

- Maidstone Bridge (1879)

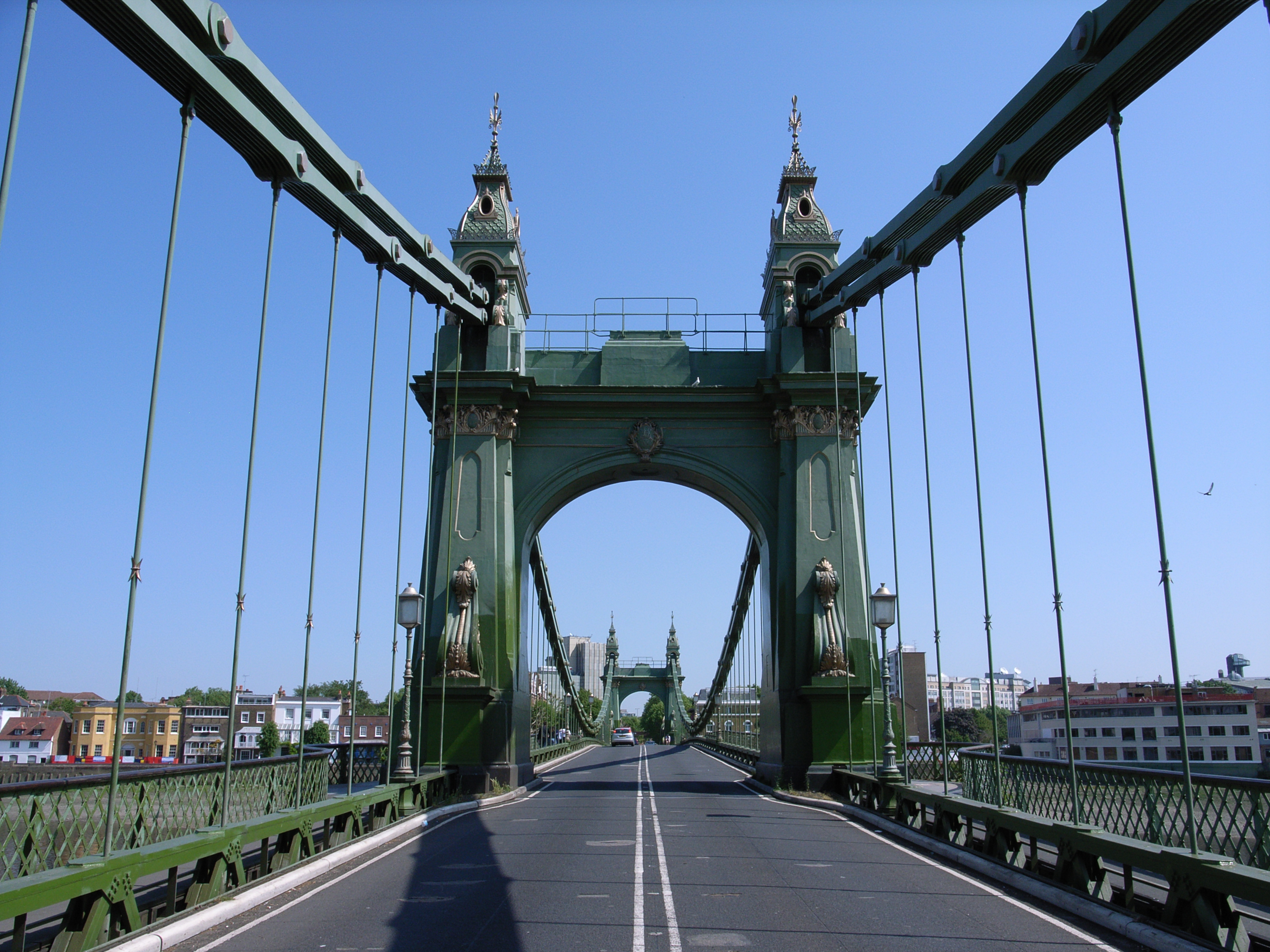
Puente de Hammersmith.

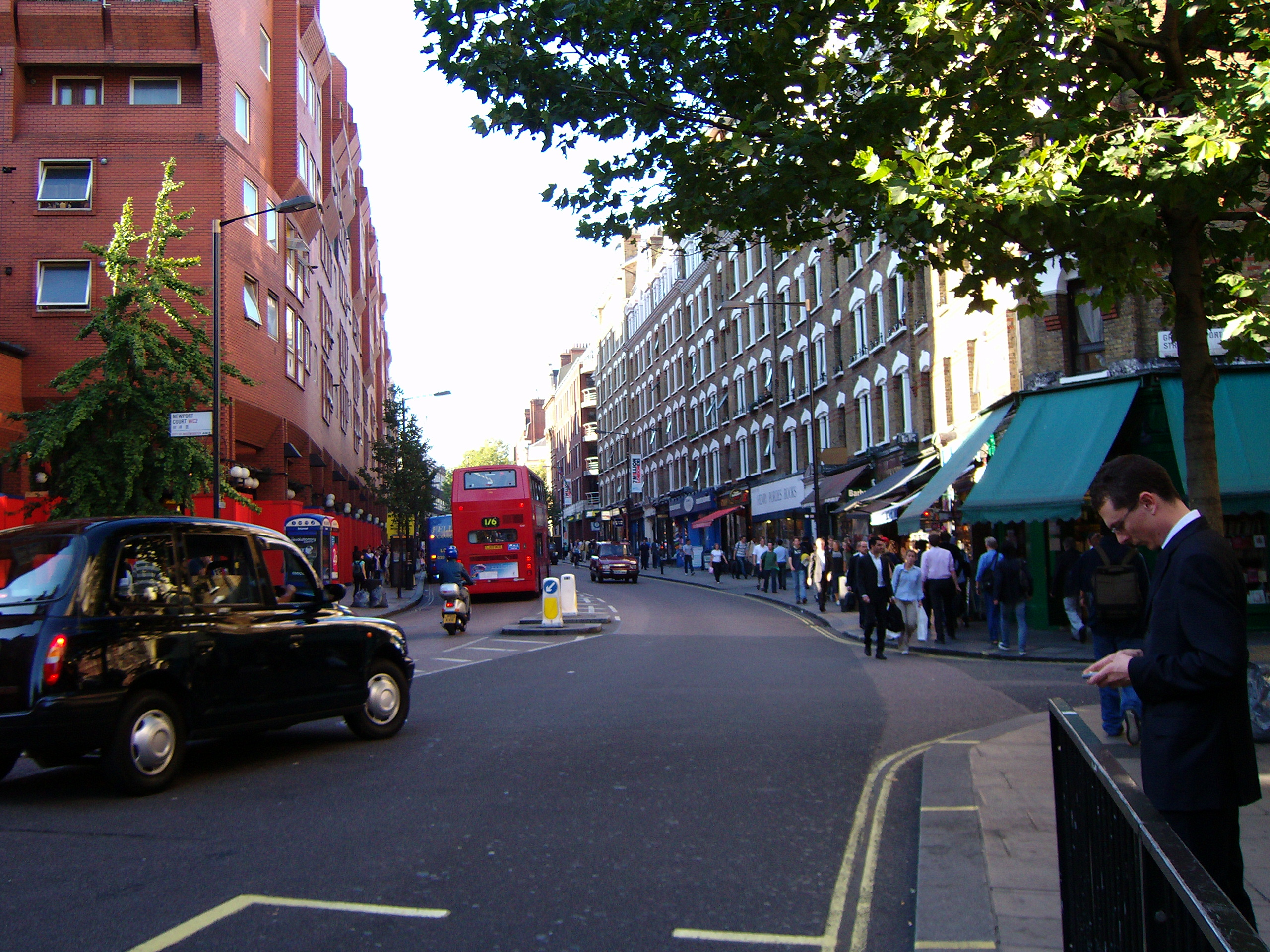
Charing Cross Road, Londres.

- Albert Bridge (1884; modifications)

- Putney Bridge (1886)

- Hammersmith Bridge (1887)

- El Woolwich Free Ferry (1889)

- Puente Battersea (1890)

- Charing Cross Road

- Calle Garrick

- Northumberland Avenue

- Avenida Shaftesbury

- Los primeros planes para el túnel Blackwall (1897)

- Propuestas para lo que después se llamó el Tower Bridge